# Åryd (commune de Växjö)
Pour les articles homonymes, voir Åryd.
Åryd est une localité de Suède dans la commune de Växjö située dans le comté de Kronoberg.
Sa population était de 681 habitants en 2019.